# Microregiunea Aba
Microregiunea Aba (în maghiară Abai kistérség) a fost o microregiune statistică (kistérség) din județul Fejér, Ungaria.
Cu o populație de 23.516 locuitori și o suprafață de 467,16 km2, aceasta a existat până în 2014, când în Ungaria, microregiunile ”kistérségek” au fost înlocuite de districte (járások).